# Uzbekistan Airways
Uzbekistan Airways (uzbecky: O'zbekiston HAVO yo'llari, česky: Uzbecké aerolinie) jsou národní leteckou společností Uzbekistánu.

## Historie
Po odtržení Uzbekistánu od Sovětského svazu schválil uzbecký prezident Islam Karimov v roce 1992 vytvoření státní letecké společnosti. Uzbekistan Airways byly založeny s úmyslem modernizace a rozvoje země a podpořily výstavbu letišť a dopravní infrastruktury. Vznik aerolinek také silně podpořil mezinárodní letecký průmysl – o tom svědčí také skutečnost, že z domácího taškentského letiště pořádá společnost lety nejen po malých vnitrostátních trasách, ale např. i do Londýna.
Vnitrostátní lety byly původně patřily pod Aeroflot. Při mezinárodních linkách se stala hlavní prioritou letadla Airbus, počínaje rokem 1993. Pro mezinárodní lety společnost používá hlavně Boeing a Airbus.
V roce 2013 přepravily Uzbekistan Airways 2,7 milionů cestujících.

## Destinace
Od svého vzniku se Uzbekistan Airways zaměřují na osobní dopravu hlavně do západní Evropy a jiných mezinárodních lokalit. Většina mezinárodních letů začíná na letišti v Taškentu. Uzbekistan Airways létaly v dubnu 2017 do 58 destinacím po celém světě i doma.

### Provoz v Česku
Nákladní letadla Uzbekistan Airways létají Leoše Janáčka Ostrava nejen z Taškentu, ale také z Šanghaje, Dháky, Láhauru a Urumči.

## Flotila

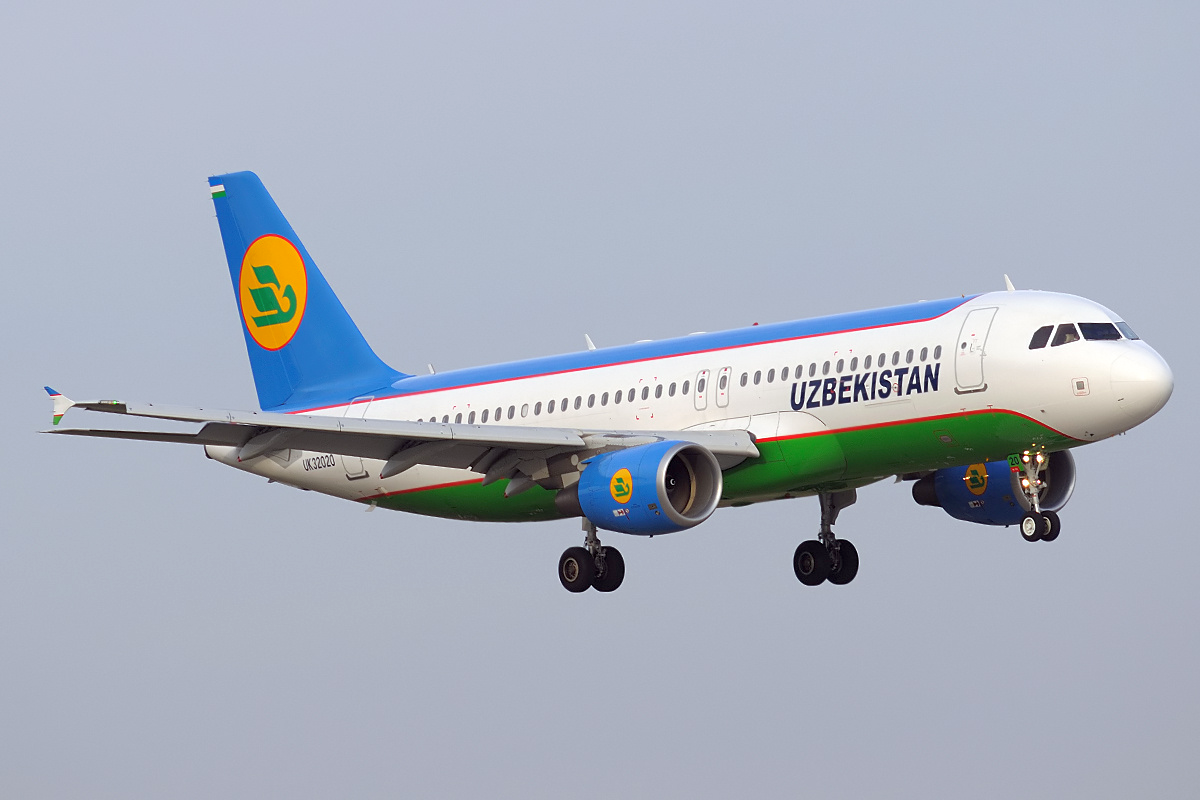
Airbus A320-200 Uzbekistan Airways, 2012

### Současná
Uzbecké aerolinie v srpnu 2016 provozovaly následující letadla:
| Letadlo          | Počet | Objednávky | Cestující | Cestující | Cestující | Cestující | Poznámky                                    |
| Letadlo          | Počet | Objednávky | F         | C         | Y         | Celkem    | Poznámky                                    |
| ---------------- | ----- | ---------- | --------- | --------- | --------- | --------- | ------------------------------------------- |
| Airbus A320-200  | 10    | —          | —         | 12        | 138       | 150       | Jedno letadlo operuje pro vládu Uzbekistánu |
| Boeing 757-200   | 6     | —          | —         | 28        | 156       | 184       | Jedno letadlo operuje pro vládu Uzbekistánu |
| Boeing 767-300ER | 7     | —          | 10        | 40        | 157       | 207       | Jedno letadlo operuje pro vládu Uzbekistánu |
| Boeing 767-300ER | 7     | —          | —         | 18        | 246       | 264       | Jedno letadlo operuje pro vládu Uzbekistánu |
| Boeing 787-8     | 2     | 4          | —         | 24        | 222       | 246       |                                             |
| Iljušin Il-114   | 7     | —          | —         | —         | 54        | 54        |                                             |
| Airbus A300-600F | 2     | —          | Nákladní  | Nákladní  | Nákladní  | Nákladní  |                                             |
| Boeing 767-300F  | 2     | —          | Nákladní  | Nákladní  | Nákladní  | Nákladní  |                                             |
| Celkem           | 36    | 4          |           |           |           |           |                                             |

### Historická

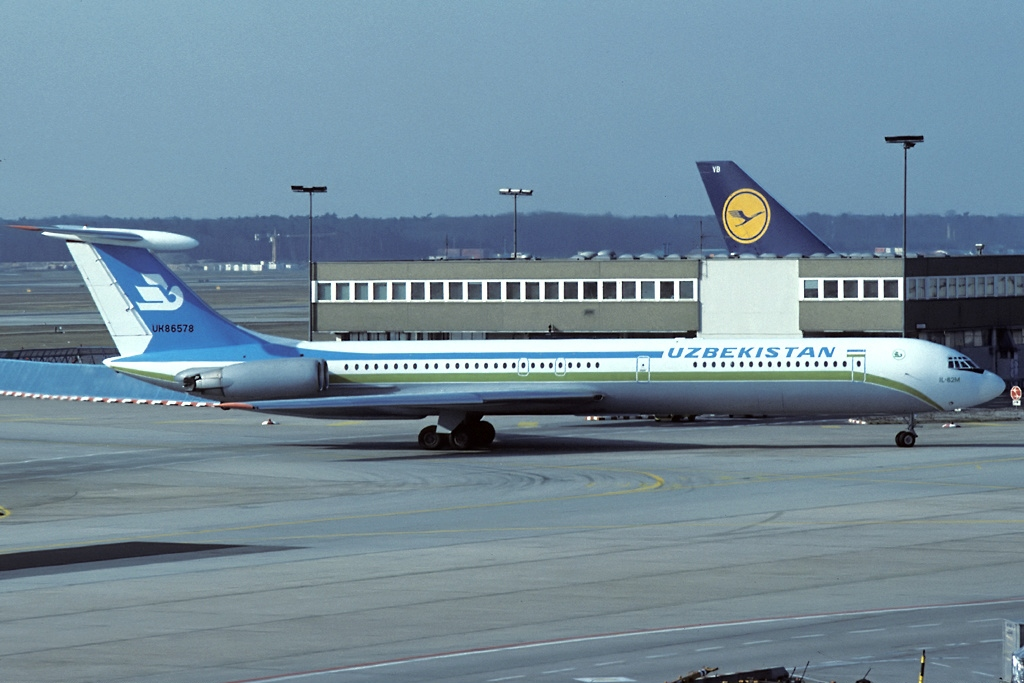
Iljušin Il-62 Uzbekistan Airways v roce 1993 na letišti ve Frankfurtu nad Mohanem

V minulosti Uzbecké aerolinie využívaly následující letadla:
- Airbus A310-300
- Antonov An-24B
- Antonov An-24RV
- Avro RJ85
- Iljušin Il-62
- Iljušin Il-62M
- Iljušin Il-76T
- Iljušin Il-86
- Tupolev Tu-154B
- Tupolev Tu-154M
- Jakovlev Jak-40